# Cinema do Uzbequistão
Cinema do Uzbequistão refere-se à indústria cinematográfica no Uzbequistão

## História
Um Departamento Cinematográfico foi criado em 1920 no que era então a República Socialista Soviética Autônoma do Turquestão, e em 1924 os primeiros estúdios de cinema foram criados em Bukhara como uma empresa cooperativa entre o estúdio Sevzapkino na Rússia e o Comissariado do Iluminismo da República Popular Soviética de Bucara. Bukhkino, como uma sociedade cinematográfica Russo-Bukharan, também foi fundada em 1924 e produziu o primeiro longa-metragem no atual Uzbequistão, The Minaret of Death (1925), de Viacheslav Viskovskii, um filme com tema exótico que fez sucesso em toda a União Soviética e foi até mesmo exportado. Mais tarde, Bukhkino fundiu-se ao Uzbekgoskino (Uzbekfilm) em Tashkent, que originalmente produziu principalmente propaganda anti-religiosa soviética alvejando o Islã.
Filmes do período soviético eram rodados em russo ou uzbeque. Os filmes mais aclamados pela crítica do período soviético incluem Maftuningman (1958), Mahallada duv-duv gap (1960) e Shum bola (1977).
Dois diretores proeminentes na era soviética foram Nabi Ganiev (1904–1952) e Suleiman Khodjaev (1892–1937). Enquanto Ganiev, o primeiro diretor uzbeque cujos filmes estrelavam a maioria de atores uzbeques (em filmes anteriores, a maioria dos atores eram russos), se engajou na propaganda stalinista por meio de seus filmes e sobreviveu aos expurgos, Khodjaev se tornou uma vítima da repressão de Stalin. Seu filme Before Dawn (1933) era ostensivamente uma crítica ao Rússia czarista, mas retratando-o como um poder colonial e os uzbeques que se opunham a ele como lutadores pela liberdade anticoloniais, fez as autoridades suspeitarem de que Khodjaev estava aludindo à União Soviética. Em 1937, The Oath de Aleksandr Ulos'stev-Garf foi o primeiro filme falado produzido no Uzbequistão. Também marcou o fim de uma era, pois, durante o Grande Expurgo, poucos filmes novos foram produzidos.
O Uzbekfilm (em usbeque:  O‘zbekfilm, Ўзбекфильм), fundado em 1925, é o maior e mais antigo estúdio de cinema do Uzbequistão. O Instituto Estadual de Artes e Cultura do Uzbequistão em Tashkent é a principal escola de cinema.
Poucos filmes uzbeques depois que o Uzbequistão se tornou independente alcançaram notoriedade internacional. De acordo com alguns críticos de cinema russos por volta de 2009, muitos dos filmes uzbeques modernos eram baratos e de baixa qualidade. Eles sugeriram que, embora a quantidade de filmes uzbeques esteja aumentando, a qualidade não.